# 14124 Kamil
14124 Kamil è un asteroide della fascia principale. Scoperto nel 1998, presenta un'orbita caratterizzata da un semiasse maggiore pari a 2,5500202 UA e da un'eccentricità di 0,1654983, inclinata di 12,46067° rispetto all'eclittica.
L'asteroide è dedicato all'astronomo ceco Kamil Hornoch.